# 4-toluensulfonylchlorid
4-Toluensulfonylchlorid (také p-toluensulfonylchlorid nebo tosylchlorid, zkráceně TsCl či TosCl) je organická sloučenina se vzorcem H3CC6H4SO2Cl, derivát toluenu obsahující sulfonylchloridovou funkční skupinu. Tato zapáchající pevná látka je reaktantem často používaným v organické syntéze.

## Výroba
TsCl není příliš nákladný na laboratorní použití. Získává se jako vedlejší produkt výroby o-toluensulfonylchloridu (prekurzoru sacharinu) chlorsulfonací toluenu:
CH3C6H5 + SO2Cl2 → CH3C6H4SO2Cl + HCl

## Použití
TsCl převádí alkoholy (obecný vzorec ROH) na odpovídající toluensulfonové, neboli tosylové, estery (tosyláty):
CH3C6H4SO2Cl + ROH → CH3C6H4SO2OR + HCl
Tosyláty mohou být rozštěpeny hydridem lithno-hlinitým:
4 CH3C6H4SO2OR + LiAlH4 → LiAl(O3SC6H4CH3)4 + 4 RH
Tosylace následovaná redukcí tedy umožňuje odstranění hydroxylové skupiny.
Podobně lze TsCl použít k přípravě sulfonamidů z aminů:
CH3C6H4SO2Cl + R2NH → CH3C6H4SO2NR2 + HCl
K přípravě tosylových esterů je nutná přítomnost zásady, která neutralizuje vznikající chlorovodík, výběr ztásady má výrazný vliv na účinnost tosylace; nejčastěji se používají pyridin a trimethylamin.

## Ostatní reakce
Jelikož je tosylchlorid široce dostupný reaktant, byly často zkoumány jeho reakční možnosti. Používá se k dehydratačním reakcím na výrobu nitrilů, isokyanidů a diimidů. V jedné neobvyklé reakci, zaměřené na sirné centrum, zinek redukuje TsCl na sulfinát, CH3C6H4SO2Na.